# Isère
Isère ( fransk udtale ?) er et fransk departement i regionen Auvergne-Rhône-Alpes navngivet efter floden af samme navn (Isère), der har sit udspring i Alperne ved byen Val d'Isère tæt ved grænsen til Italien. Hovedbyen er Grenoble og departementet har 1 235 387 indbyggere (2013).
Der er 3 arrondissementer, 29 kantoner og 521 kommuner i Isère.